# Пархомівка (Охтирський район)
Пархо́мівка — село в Україні, у Боромлянській сільській громаді Охтирського району Сумської області. Населення — 12 осіб. До 2016 року орган місцевого самоврядування — Боромлянська сільська рада.

## Географія
Село Пархомівка розташоване за 47 км від обласного центру та 39 км від районного центру, між селами Новгородське та Боромля (1,5 км). Селом тече пересихаючий струмок із загатою.

## Історія
З 1939 року село перебувало в складі Тростянецького району.
4 вересня 2016 року, в ході децентралізації Боромлянська сільська рада об'єднана з Боромлянською сільською громадою. 12 червня 2020 року, відповідно до розпорядження Кабінету Міністрів України № 723-р «Про визначення адміністративних центрів та затвердження територій територіальних громад Сумської області», затверджено склад Боромлянської сільської громади.
19 липня 2020 року, в результаті адміністративно-територіальної реформи та ліквідації Тростянецького району, село увійшло до складу новоутвореного Охтирського району.

## Населення

### Мова
Розподіл населення за рідною мовою за даними перепису 2001 року:
| Мова       | Кількість | Відсоток |
| ---------- | --------- | -------- |
| українська | 11        | 91.67%   |
| російська  | 1         | 8.33%    |
| Усього     | 12        | 100%     |